# Olios ituricus
Olios ituricus là một loài nhện trong họ Sparassidae.
Loài này thuộc chi Olios. Olios ituricus được Embrik Strand miêu tả năm 1913.